# 散光星雲

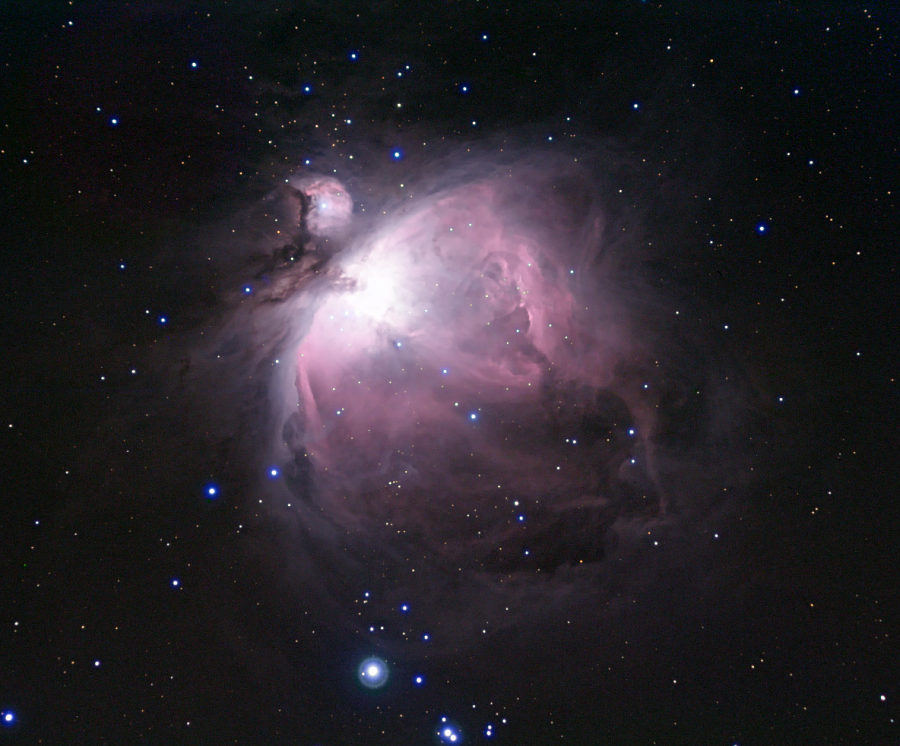
散光星雲の例（M42 オリオン大星雲）

散光星雲（さんこうせいうん、英語：diffuse nebula）とは、可視光によって観測できる比較的広い範囲に広がったガスや宇宙塵のまとまりである天体。

## 概要
散光星雲には輝線星雲と反射星雲の2種類がある。

### 輝線星雲
輝線星雲は、電離ガスが自ら発光している星雲である。
輝線星雲は近くに存在する高温（スペクトル型がO型かB型）の恒星からの紫外線によって、構成成分の水素ガスが電離させられ、その原子核と電子の再結合によるバルマー系列の輝線を放射している。このため電離水素原子を意味するHII（エイチ・ツー）が存在する領域ということでHII領域とも呼ばれる。特に際立つのがHα線（波長656.3nm）の赤い輝線である。この輝線は赤外線の波長に近く肉眼では感度の低い領域なので、天体写真でしか存在が確認できない輝線星雲も多い。
暗黒星雲から恒星が誕生すると、その恒星が周囲に残るガスを輝線星雲へと変える。そのため輝線星雲は誕生したばかりの散開星団と共存していることが多い。
また、超新星残骸も輝線星雲の一種として扱うことがある。超新星残骸の場合には超新星爆発の際の衝撃波による圧縮加熱やシンクロトロン放射の吸収によって水素原子が電離させられて発光する。

### 反射星雲
反射星雲は、ガスや塵が近傍の恒星から受ける光を反射して光っているように見える星雲である。
反射星雲は近くの恒星の光に照らされているだけであるから、そのスペクトルは光源となっている恒星のものとほとんど同じである。こちらは低温の恒星の周りにも存在する。

## 主な散光星雲
- オリオン座の大星雲（M42、M43）
- いて座の干潟星雲（M8）、オメガ星雲（M17）、三裂星雲（M20）
- はくちょう座の北アメリカ星雲（NGC7000）、ペリカン星雲（IC5067-70）、網状星雲 （NGC6960、6992-5）
- いっかくじゅう座のばら星雲（NGC2237-9）
- ペルセウス座のカリフォルニア星雲（NGC1499）
- りゅうこつ座のηカリーナ星雲（NGC3372）